# 恋とは何でしょう
「恋とは何でしょう」（こいとはなんでしょう、What Is This Thing Called Love?）は、コール・ポーターが1929年、ミュージカル『ウェイク・アップ・アンド・ドリーム』のために作曲した歌。1929年3月にエルシー・カーライルにより初めて歌われた。この歌はポピュラーなジャズ・スタンダードになり、またポーターの最もよく演奏される楽曲の1つである。
『ウェイク・アップ・アンド・ドリーム』はロンドンで263のショウが上演された。ショウはまたニューヨークで注目され、批評家たちはティリー・ロッシュの歌のパフォーマンスを賞賛した。ショウは1929年12月にブロードウェイで上演され、アメリカの公演で、『恋とは何でしょう』はフランセス・シェリーに歌われた。ジニー・シムズは1946年にポーターの一生についての伝記映画『ナイト・アンド・デイ』でこの歌を歌った。
ジャズ・ミュージシャンたちは間もなくこの歌をレパートリーにした。ベン・バーニーとフレッド・リッチの録音は1930年にチャート入りし、この歌はまたストライドピアニストのジェームズ・P・ジョンソン、クラリネット奏者アーティ・ショウ、ギタリストレス・ポールに録音された。 この作品はいつも早いテンポで演奏され、1956年のクリフォード・ブラウン・アンド・マックス・ローチ・ウィズ・ソニー・ロリンズの録音は最もよく知られたアップテンポのインストゥルメンタル・ヴァージョンの1つである。サクソフォーン奏者シドニー・ベシェは1941年にチャーリー・シェイバースとともに遅い演奏をした。
この歌のポピュラー和声は次のようないくつかのジャズ楽曲の基礎を形作る。
- 『ホット・ハウス』 - タッド・ダメロン
- 『Barry's Bop』 - ファッツ・ナヴァロ
- 『Subconscious-Lee』 - リー・コニッツ
- 『Fifth House』 - ジョン・コルトレーン

## 著名な録音
- フランク・シナトラ - 『イン・ザ・ウィー・スモール・アワーズ』 （1954年）
- エラ・フィッツジェラルド - 『コール・ポーター・ソング・ブック』 （1956年）
- ビル・エヴァンス - 『ポートレイト・イン・ジャズ』 （1959年）
- コールマン・ホーキンス - Live in England '64 with Harry "Sweets" Edison (Jazz Icons Series IV) （1964年）
- パサディナ・ルーフ・オーケストラ - The Best of the Pasadena Roof Orchestra （1973年）
- ウィントン・マルサリス - Standard Time Vol.2 （1991年）
- レマー - 『五線譜のラブレター』 サウンドトラック （2004年）
- グウィネス・パルトロー - Infamous サウンドトラック （2005年）